# Se människan! Ack, vilken lott
Se människan! Ack, vilken lott är en passionspsalm från 1819 av Johan Olof Wallin. Psalmen har åtta verser. Melodin är känd från en tysk handskrift 1589 och kallad Eine kurtze Comödie von der Geburt Christi von Pondo av Georg Pfund.
Psalmen inleds 1819 med texten:
Se människan! Ack, vilken lott
Den kärleksfulle Medlarens är vorden!
Ack, vilken lön den Gode fått,
Som steg med himlens salighet till jorden!

## Publicerad i
- 1819 års psalmbok som  nr 87  under rubriken "Se människan"
- 1937 års psalmbok som  nr 87  under rubriken "Passionstiden".